# Xã Franklin, Quận Butler, Pennsylvania
Xã Franklin (tiếng Anh: Franklin Township) là một xã thuộc quận Butler, tiểu bang Pennsylvania, Hoa Kỳ. Năm 2010, dân số của xã này là 2.620 người.